# E23
La ruta europea E23 és una carretera que forma part de la Xarxa de carreteres europees. Comença a Metz (França) i finalitza a Lausana (Suïssa). Té una longitud de 391 km i una orientació d'est a oest. Conflueix amb l'A31 des de Metz a Laxou (entre l'intercanvi de l'A31 i l'A33) i després amb l'A33, a Laxou Ludres (encreuament amb l'A330), més tard amb l'A330, a Flavigny-sur-Moselle, i finalment amb la RN 57 a la frontera suïssa. A Suïssa, el camí s'uneix amb l'A09 fins Orbe i després amb l'A01.

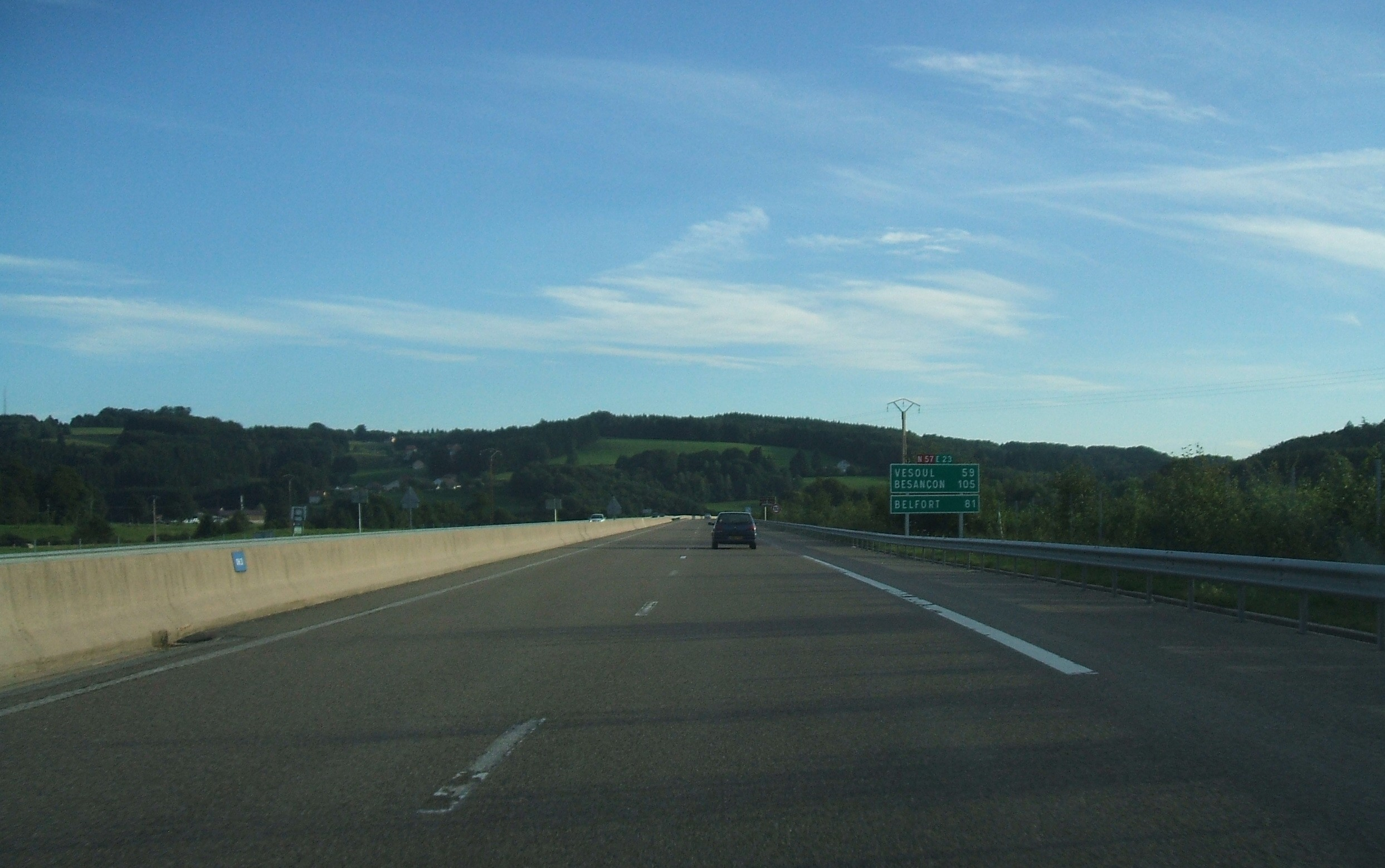
L'E23 a Vosges d'Epinal.